# Rudolf Collet
Rudolf Collet (* 20. August 1958) ist ein ehemaliger deutscher Fußballspieler.

## Karriere
Collet hatte in der Jugend der SG 1896 Mainz gespielt, bevor er 1972 zum 1. FSV Mainz 05 wechselte. Mit der A-Jugend gewann der Mittelfeldtechniker in der Saison 1976/77 die Südwestmeisterschaft. Im Wettbewerb um die Deutsche A-Juniorenmeisterschaft scheiterte er mit seiner Mannschaft erst im Halbfinale gegen den späteren Deutschen Meister MSV Duisburg. Unter Trainer Horst Hülß wurde er in der 1. Amateurliga Südwest zum Einsatz gebracht. In seinem ersten Seniorenjahr, 1977/78, wurde er nach 36 Ligaeinsätzen mit 15 Toren mit der Mannschaft Südwestmeister, er scheiterte aber an der Seite von Torjäger Gerhard Bopp in der Aufstiegsrunde zur 2. Bundesliga. In der Saison 1978/79 belegte Mainz 05 den dritten Rang; Colett hatte in 33 Spielen neue Tore erzielt.
Er schloss sich zur Saison 1979/80 dem SV Darmstadt 98 in der 2. Bundesliga an und setzte sich dort auf Anhieb durch.  Er absolvierte in seiner ersten Saison 33 Spiele, in denen er acht Tore unter Trainer Jörg Berger (bis Januar 1980) und dessen Nachfolger Werner Olk erzielte. Darmstadt belegte den vierten Platz. In seiner zweiten Saison in der 2. Bundesliga, der Spielzeit 1980/81, wurde Collet mit seinen Mitspielern mit fünf Punkten Vorsprung Meister der Südstaffel der zweiten Liga. Überwiegend hatte er mit Willibald Weiss und Oliver Posniak das Mittelfeld gebildet und in 33 Spielen acht Tore erzielt. Im Angriff hatte Horst Neumann in 36 Spielen 27 Tore erzielt.
Es folgte der Aufstieg in die Bundesliga. Darin gehörte Collet nicht mehr zum Stammpersonal. Darmstadt 98 stieg mit den Trainern Olk (bis 13. März 1982) und Nachfolger Manfred Krafft als 17. in die 2. Liga ab. Collets Bundesligadebüt fand am 5. September 1981 beim 1:1-Heimremis gegen Werder Bremen statt, als er in den Schlussminuten eingewechselt wurde. Acht Tage später, am 12. September 1981, erzielte er als Einwechselspieler, in der 86. Minute beim Auswärtsspiel gegen Fortuna Düsseldorf den Ausgleichstreffer zum 2:2-Endstand. Sein neuntes und letztes Bundesligaspiel bestritt er am 22. Mai 1982 beim 3:3-Heimremis gegen den VfB Stuttgart, in dem er erneut in den Schlussminuten eingewechselt wurde. Collet spielte eine weitere Saison bei Darmstadt in der 2. Bundesliga (1982/83), wechselte dann für jeweils ein Jahr zum SV Wiesbaden und zur SpVgg EGC Wirges, bevor er weitere acht Jahre für den SV Wehen Taunusstein spielte. Mit Wehen stieg er 1989 in die Amateuroberliga Hessen auf.
Insgesamt wird Collet mit neun Bundesligaspielen (ein Tor) und 71 Spielen in der 2. Bundesliga mit 16 Toren geführt.